# Arrondissement de Bergerac

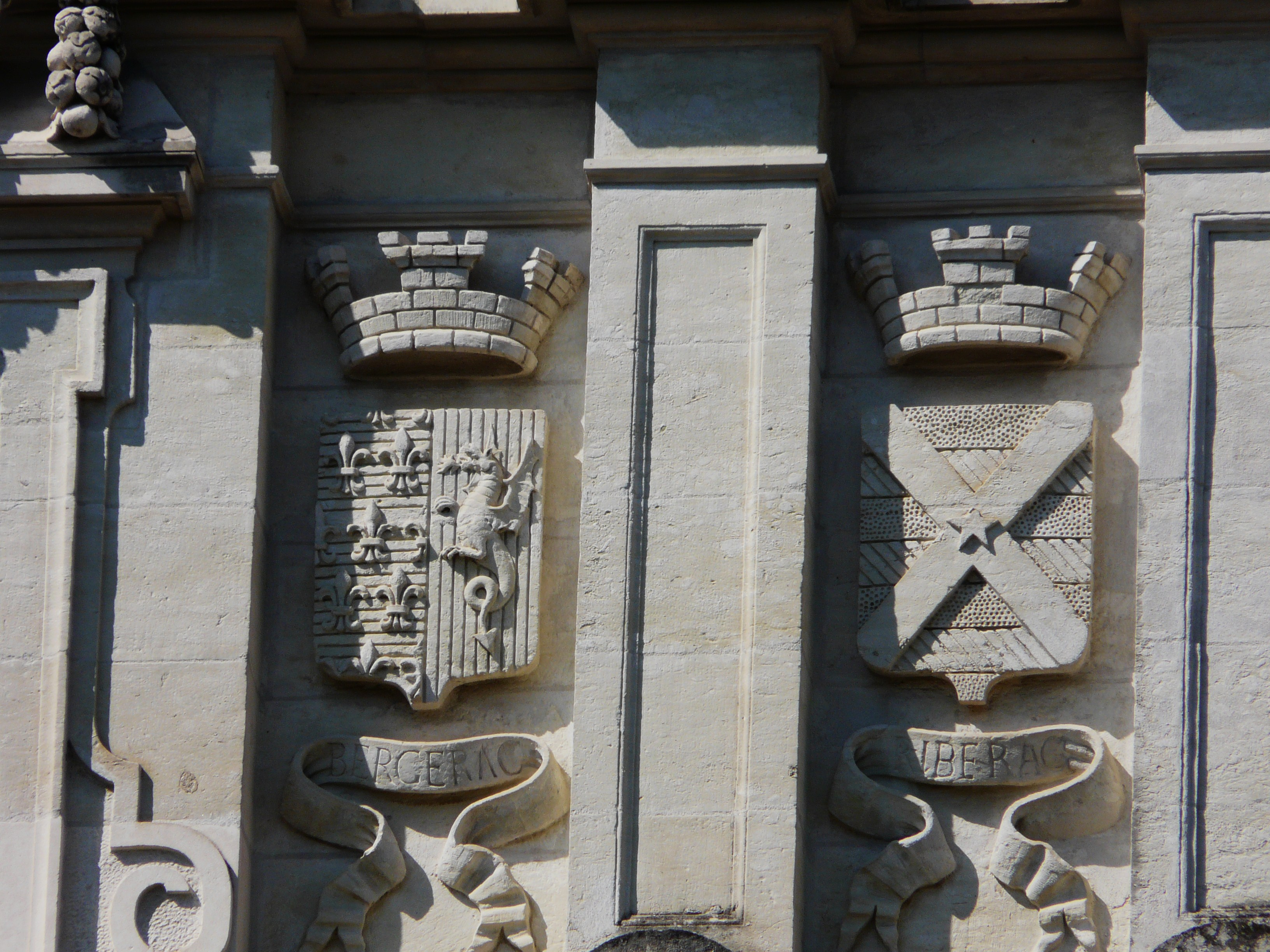
À Périgueux, sur la façade de la Préfecture de la Dordogne, blason de l'arrondissement de Bergerac (à gauche).

L'arrondissement de Bergerac est une division administrative française, située dans le département de la Dordogne, en région Nouvelle-Aquitaine.

## Historique
L'arrondissement de Bergerac est l'un des cinq arrondissements de la Dordogne créés en 1800, en même temps que les autres arrondissements français.
En janvier 2016, six anciennes communes fusionnent en deux nouvelles (Beaumontois en Périgord et Sainte-Alvère-Saint-Laurent Les Bâtons).

## Géographie
L'arrondissement de Bergerac représentait, avant 2017, 24,1 % de la superficie du département et 26,9 % de sa population (au recensement de 2014).
Dans ses limites de 2017, il occupe un territoire plus restreint de 1 819,9 km2, soit 20,1 % de la superficie du département, et 24,8 % de sa population (au recensement de 2022).
Occupant le sud-ouest du département, il correspond au Périgord pourpre. Il est irrigué par la Dordogne en aval de sa confluence avec la Vézère.
Les principaux centres urbains sont Bergerac, la sous-préfecture, et Lalinde.

## Composition

### Composition de 1973 à 2015

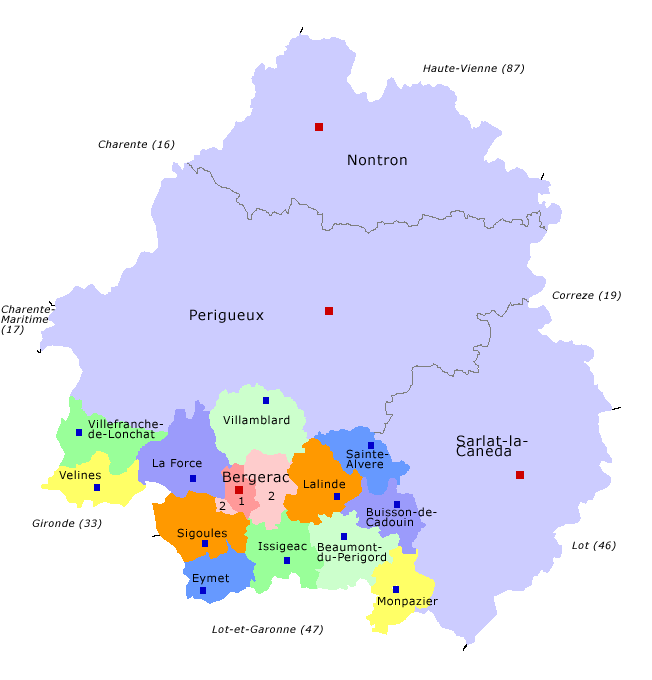
Les cantons de l'arrondissement de Bergerac entre 1973 et 2015.

Situation avant 2017 de l'arrondissement dans le département de la Dordogne.

En 1973, après la scission du canton de Bergerac en deux, l'arrondissement se compose de quatorze cantons représentant 159 communes : 
- canton de Beaumont, renommé en canton de Beaumont-du-Périgord en 2001 ;
- canton de Bergerac-1 ;
- canton de Bergerac-2 ;
- canton du Buisson-de-Cadouin ;
- canton d'Eymet ;
- canton d'Issigeac ;
- canton de la Force ;
- canton de Lalinde ;
- canton de Monpazier ;
- canton de Sainte-Alvère ;
- canton de Sigoulès ;
- canton de Vélines ;
- canton de Villamblard ;
- canton de Villefranche-de-Lonchat.

### Composition de 2015 à 2016
Contrairement à l'ancien découpage où chaque canton était inclus à l'intérieur d'un seul arrondissement, le nouveau découpage territorial de 2014/2015 s'affranchit des limites des arrondissements. Certains cantons peuvent être composés de communes appartenant à des arrondissements différents. Dans l'arrondissement de Bergerac, c'est le cas pour trois cantons dont les communes sont également réparties sur l'arrondissement de Périgueux. Au total, l'arrondissement de Bergerac est donc composé de six cantons entiers et trois cantons partiels (Montpon-Ménestérol, Périgord central et Vallée de l'Isle).
Le tableau suivant présente la répartition des cantons et de leurs communes par arrondissement :
| N° | Canton                      | Bergerac              | Périgueux |
| -- | --------------------------- | --------------------- | --------- |
| 1  | Bergerac-1                  | Fraction Bergerac     |           |
| 2  | Bergerac-2                  | 9 + fraction Bergerac |           |
| 8  | Lalinde                     | 49                    |           |
| 9  | Montpon-Ménestérol          | 1                     | 18        |
| 10 | Pays de la Force            | 14                    |           |
| 11 | Pays de Montaigne et Gurson | 20                    |           |
| 12 | Périgord central            | 22                    | 16        |
| 19 | Sud-Bergeracois             | 42                    |           |
| 24 | Vallée de l'Isle            | 1                     | 20        |
|    |                             | 159                   |           |

Au 1er janvier 2016, le nombre de communes descend à 155 avec la création des communes nouvelles de Beaumontois en Périgord et Sainte-Alvère-Saint-Laurent Les Bâtons, en remplacement de six anciennes communes.

### Composition depuis 2017
Au 1er janvier 2017, une réorganisation des arrondissements est effectuée, pour mieux intégrer les récentes modifications des intercommunalités et faire coïncider les arrondissements aux circonscriptions cantonales ; une commune (Limeuil) passe de Bergerac vers Sarlat-la-Canéda, et 21 communes passent de Bergerac vers Périgueux : Beauregard-et-Bassac, Beleymas, Campsegret, Clermont-de-Beauregard, Douville, Église-Neuve-d'Issac, Issac, Laveyssière, Les Lèches, Maurens, Montagnac-la-Crempse, Moulin-Neuf, Paunat, Saint-Georges-de-Montclard, Saint-Hilaire-d'Estissac, Saint-Jean-d'Estissac, Saint-Jean-d'Eyraud, Saint-Julien-de-Crempse, Saint-Martin-des-Combes, Val de Louyre et Caudeau et Villamblard,.
Au 1er janvier 2025, l'arrondissement groupe les 130 communes suivantes :
1. Alles-sur-Dordogne
2. Badefols-sur-Dordogne
3. Baneuil
4. Bardou
5. Bayac
6. Beaumontois en Périgord
7. Bergerac
8. Biron
9. Boisse
10. Bonneville-et-Saint-Avit-de-Fumadières
11. Bosset
12. Bouillac
13. Bouniagues
14. Bourniquel
15. Le Buisson-de-Cadouin
16. Calès
17. Capdrot
18. Carsac-de-Gurson
19. Cause-de-Clérans
20. Colombier
21. Conne-de-Labarde
22. Cours-de-Pile
23. Couze-et-Saint-Front
24. Creysse
25. Cunèges
26. Eymet
27. Faurilles
28. Faux-en-Périgord
29. Le Fleix
30. Fonroque
31. La Force
32. Fougueyrolles
33. Fraisse
34. Gageac-et-Rouillac
35. Gardonne
36. Gaugeac
37. Ginestet
38. Issigeac
39. Lalinde
40. Lamonzie-Montastruc
41. Lamonzie-Saint-Martin
42. Lamothe-Montravel
43. Lanquais
44. Lavalade
45. Lembras
46. Liorac-sur-Louyre
47. Lolme
48. Lunas
49. Marsalès
50. Mauzac-et-Grand-Castang
51. Mescoules
52. Minzac
53. Molières
54. Monbazillac
55. Monestier
56. Monfaucon
57. Monmadalès
58. Monmarvès
59. Monpazier
60. Monsac
61. Monsaguel
62. Montaut
63. Montazeau
64. Montcaret
65. Montferrand-du-Périgord
66. Montpeyroux
67. Mouleydier
68. Nastringues
69. Naussannes
70. Pezuls
71. Plaisance
72. Pomport
73. Pontours
74. Port-Sainte-Foy-et-Ponchapt
75. Pressignac-Vicq
76. Prigonrieux
77. Queyssac
78. Rampieux
79. Razac-de-Saussignac
80. Razac-d'Eymet
81. Ribagnac
82. Rouffignac-de-Sigoulès
83. Sadillac
84. Saint-Agne
85. Saint-Antoine-de-Breuilh
86. Saint-Aubin-de-Cadelech
87. Saint-Aubin-de-Lanquais
88. Saint-Avit-Rivière
89. Saint-Avit-Sénieur
90. Saint-Capraise-de-Lalinde
91. Saint-Capraise-d'Eymet
92. Saint-Cassien
93. Saint-Cernin-de-Labarde
94. Sainte-Croix
95. Saint-Félix-de-Villadeix
96. Sainte-Foy-de-Longas
97. Saint-Georges-Blancaneix
98. Saint-Géraud-de-Corps
99. Saint-Germain-et-Mons
100. Saint-Géry
101. Saint-Julien-Innocence-Eulalie
102. Saint-Laurent-des-Vignes
103. Saint-Léon-d'Issigeac
104. Saint-Marcel-du-Périgord
105. Saint-Marcory
106. Saint-Martin-de-Gurson
107. Saint-Méard-de-Gurçon
108. Saint-Michel-de-Montaigne
109. Saint-Nexans
110. Saint-Perdoux
111. Saint-Pierre-d'Eyraud
112. Sainte-Radegonde
113. Saint-Rémy
114. Saint-Romain-de-Monpazier
115. Saint-Sauveur
116. Saint-Seurin-de-Prats
117. Saint-Vivien
118. Saussignac
119. Serres-et-Montguyard
120. Sigoulès-et-Flaugeac
121. Singleyrac
122. Soulaures
123. Thénac
124. Trémolat
125. Urval
126. Varennes
127. Vélines
128. Verdon
129. Vergt-de-Biron
130. Villefranche-de-Lonchat

Ces communes correspondent à deux communes isolées, Port-Sainte-Foy-et-Ponchapt et Saint-Michel-de-Montaigne, rattachées à 
deux intercommunalités de la Gironde, ainsi qu'à l'ensemble de celles composant quatre intercommunalités de la Dordogne : la communauté d'agglomération bergeracoise (47), la communauté de communes des Bastides Dordogne-Périgord (38), la communauté de communes de Montaigne Montravel et Gurson (18), et la communauté de communes des Portes Sud Périgord (28).
L'arrondissement de Bergerac est alors composé de six cantons entiers et un canton partiel (Périgord central).
Le tableau suivant présente la répartition des cantons et de leurs communes par arrondissement :
| N° | Canton                      | Bergerac              | Périgueux | Sarlat-la-Canéda |
| -- | --------------------------- | --------------------- | --------- | ---------------- |
| 1  | Bergerac-1                  | Fraction Bergerac     |           |                  |
| 2  | Bergerac-2                  | 9 + fraction Bergerac |           |                  |
| 8  | Lalinde                     | 46                    |           |                  |
| 10 | Pays de la Force            | 14                    |           |                  |
| 11 | Pays de Montaigne et Gurson | 20                    |           |                  |
| 12 | Périgord central            | 1 (Trémolat)          | 33        | 1 (Limeuil)      |
| 19 | Sud-Bergeracois             | 42                    |           |                  |
|    |                             | 133                   |           |                  |

## Démographie
En 2022, l'arrondissement comptait 103 299 habitants.
| 1968   | 1975   | 1982   | 1990    | 1999    | 2006    | 2011    | 2016    | 2021    |
| ------ | ------ | ------ | ------- | ------- | ------- | ------- | ------- | ------- |
| 96 689 | 95 590 | 97 226 | 102 282 | 103 105 | 108 238 | 111 021 | 102 859 | 102 530 |

| 2022    | - | - | - | - | - | - | - | - |
| ------- | - | - | - | - | - | - | - | - |
| 103 299 | - | - | - | - | - | - | - | - |

## Sous-préfets
| Période        | Période                     | Identité                                                          | Fonction précédente                                                                           | Observation |
| -------------- | --------------------------- | ----------------------------------------------------------------- | --------------------------------------------------------------------------------------------- | --- |
| avril 1800     | septembre 1800              | Jean Couderc-Ducasse                                              |                                                                                               | Premier sous-préfet de l'arrondissement                                                                                                   |
| septembre 1800 | octobre 1804                | Joseph Prunis                                                     |                                                                                               | Historiographe |
| octobre 1804   | janvier 1806                | Pierre Caze                                                       |                                                                                               | |
| janvier 1806   | juillet 1811                | François Pierre Gontier de Biran                                  | Conseiller de préfecture                                                                      | Installé en février 1806 |
| juillet 1811   | 1814                        | Pierre de Laval                                                   |                                                                                               | |
| juillet 1814   | 1815                        | Élie Joseph Gontier de Biran (Lagrèze)                            |                                                                                               | Installé en août |
| 1815           | avril 1815                  | Jacques Mesclop                                                   |                                                                                               | |
| avril 1815     | mai 1815                    | Joseph Marie Pigeon                                               |                                                                                               | |
| mai 1815       |                             | Charles Camille Trompéo                                           |                                                                                               | |
| 1815           | septembre 1824              | Élie Joseph Biran-Lagrèze                                         |                                                                                               | |
| septembre 1824 | 1830                        | Jean Jacques de Courssou                                          | Sous-préfet de Nontron                                                                        | |
| août 1830      | mai 1833                    | Auguste Louis Taillefer                                           |                                                                                               | Nommé sous-préfet de Narbonne |
| mai 1833       | juin 1833                   | Pierre Romain Gautier-Laguionie (ou Gaultier-Laguyonie)           | Conseiller de préfecture                                                                      | |
| juin 1833      | mai 1837                    | Auguste Marre                                                     | Secrétaire général de la Haute-Garonne                                                        | Nommé secrétaire général du Nord |
| mai 1837       | février 1839                | Henri Redon de Beaupréau                                          | Sous-préfet de Dax                                                                            | |
| février 1839   | janvier 1843                | Pierre Bouilhac                                                   | Sous-préfet de Saint-Jean-d'Angély                                                            | |
| janvier 1843   | juillet 1847                | Léon Gamon                                                        | Sous-préfet de Marennes                                                                       | Installé en février |
| juillet 1847   | mars 1848                   | Henri Bonnaventure Eyriniac                                       | Sous-préfet de Lesparre                                                                       | |
| mars 1848      | juillet 1848                | Joseph Théophile (fils) Delbetz                                   |                                                                                               | |
| juillet 1848   | janvier 1849                | Jacques Buisson                                                   | Maire de Bergerac                                                                             | |
| janvier 1849   | décembre 1849               | Honoré Hippolyte Girard de Vissesaison                            | Sous-préfet de Paimbœuf                                                                       | Nommé sous-préfet de Saint-Omer |
| décembre 1849  | mars 1851                   | Albert de Calvimont de Saint-Robert                               | Sous-préfet de Nontron                                                                        | Nommé préfet de la Dordogne |
| mars 1851      | 1852                        | Georges Castaing                                                  |                                                                                               | Installé en avril |
| mai 1852       | 1853                        | Jean Baptiste Coussant de Mengeot                                 |                                                                                               | Installé en juin |
| juillet 1853   | 1856                        | Doumerc                                                           |                                                                                               | |
| décembre 1856  | 1860                        | Morio de Lisle                                                    |                                                                                               | |
| janvier 1860   | 1865                        | Jean Baptiste Émile Henri Camille Malartric                       |                                                                                               | Installé en février |
| octobre 1865   | 1867                        | Alfred François Amédée de Masin                                   |                                                                                               | Installé en novembre |
| octobre 1867   | 1869                        | Charles Le Myre de Vilers                                         |                                                                                               | Installé en novembre |
| novembre 1869  | septembre 1870 (révocation) | Albert Souvestre                                                  |                                                                                               | Installé en décembre |
| septembre 1870 | avril 1871 (démission)      | Jean-Gabriel Debord-Laudonie                                      | Maire de Plazac                                                                               | |
| avril 1871     | janvier 1872                | Athanase Beaumont                                                 |                                                                                               | |
| janvier 1872   | février 1873                | Eugène Gellion-Danglar                                            |                                                                                               | Installé en février |
| février 1873   | avril 1875                  | Maxime de Gombert                                                 |                                                                                               | Installé en mars |
| avril 1875     | mai 1876                    | Marie Charles Bachelard                                           | Sous-préfet de Marmande                                                                       | |
| mai 1876       | 1877                        | Henri Honoré Gravier,                                             |                                                                                               | |
| mai 1877       | décembre 1877 (démission)   | Léon Cornut de Lafontaine de Coincy                               |                                                                                               | |
| décembre 1877  | juillet 1882                | Jacob Prosper Fournier,                                           | Sous-préfet de Melle                                                                          | Installé en janvier 1878 Nommé secrétaire général de la Loire-Inférieure (non installé)                                                   |
| juillet 1882   | juillet 1882                | Robert Leclair                                                    | Sous-préfet de Péronne                                                                        | Non installé Nommé secrétaire général de la Loire-Inférieure                                                                              |
| juillet 1882   | novembre 1885               | Jacob Prosper Fournier,                                           | Secrétaire général de la Loire-Inférieure (non installé)                                      | Nommé préfet des Hautes-Pyrénées |
| …              |                             |                                                                   |                                                                                               | |
| décembre 1885  | octobre 1888                | Jean Bonnier,                                                     | Sous-préfet de Villefranche                                                                   | Installé en janvier 1886 Nommé préfet de l'Aveyron                                                                                        |
| octobre 1888   | février 1890                | François Jean Pierre Corbière,                                    | Sous-préfet de Péronne                                                                        | Nommé sous-préfet de Montluçon (non installé)                                                                                             |
| février 1890   | mars 1890 (non installé)    | Marie Pierre Franz Eyquem                                         | Secrétaire général de l'Isère                                                                 | Nommé sous-préfet de Montluçon |
| mars 1890      | février 1894                | François Jean Pierre Corbière,                                    | Sous-préfet de Montluçon                                                                      | Mis en disponibilité sur sa demande |
| février 1894   | septembre 1897              | Alfred Stanislas Emmanuel (ou Emmanuel Alfred Stanislas) Lombard, | Secrétaire général de Seine-et-Marne                                                          | Nommé préfet de la Drôme |
| septembre 1897 | septembre 1902              | Charles Gabriel Henri Marais,                                     | Secrétaire général de l'Hérault                                                               | Installé en octobre 1897 Nommé préfet des Hautes-Alpes                                                                                    |
| septembre 1902 | juin 1908                   | Jean Marie Charles Eugène Collin Delavaud-Dumonteil,              | Secrétaire général de la Dordogne                                                             | Installé en octobre 1902 Nommé préfet des Landes                                                                                          |
| juin 1908      | septembre 1912              | Jean Baptiste Émile Martin, dit Émile-Martin,                     | Sous-préfet d'Issoudun                                                                        | Installé en juillet 1908 Nommé conseiller de gouvernement au Gouvernement général de l'Algérie                                            |
| septembre 1912 | novembre 1916               | Pierre Étienne Tavéra,                                            | Sous-préfet de Montbrison                                                                     | Nommé préfet des Pyrénées-Orientales |
| novembre 1916  | septembre 1924              | Marie Louis Antoine Jean Daffas,                                  | Sous-préfet de Brive                                                                          | Nommé provisoirement en novembre 1916 pour la durée de la guerre, puis à titre définitif en février 1918 Nommé sous-préfet de Montbéliard |
| septembre 1924 | octobre 1932                | Marie Paul Léo Jean Cumenge,                                      | Chef adjoint du cabinet du préfet de police                                                   | Installé en octobre 1924 Nommé préfet des Hautes-Alpes                                                                                    |
| …              |                             |                                                                   |                                                                                               | |
| septembre 1942 | mai 1943                    | Camille Auguste Fontanel,                                         | Sous-préfet de Fougères                                                                       | Nommé conseiller de préfecture au conseil de préfecture interdépartemental de Grenoble                                                    |
| …              |                             |                                                                   |                                                                                               | |
| décembre 1982  | 1984                        | Séraphine Malgorn                                                 | Sous-préfère de Nontron                                                                       | |
| octobre 1984   | 1987                        | Claude Casnova                                                    |                                                                                               | |
| février 1987   | 1989                        | Philippe Schaeffer                                                |                                                                                               | |
| juillet 1989   | 1991                        | Gérard Granveau                                                   |                                                                                               | |
| août 1991      | juillet 1994                | Jean Wuillème                                                     | Secrétaire général de la Creuse                                                               | Installé en septembre 1991 Nommé sous-préfet d'Autun                                                                                      |
| septembre 1994 | 1995                        | Jean Memeint                                                      | Sous-préfet de Cambrai                                                                        | Installé en octobre 1994 |
| octobre 1995   | juin 1998                   | Michel Mourou                                                     | Sous-préfet de 1re classe en service détaché                                                  | Installé en novembre 1995 Nommé sous-préfet de Montbrison                                                                                 |
| juillet 1998   | juin 2003                   | Francis Betachet                                                  | Secrétaire général de Paris                                                                   | Nommé sous-préfet hors cadre |
| juillet 2003   | ?                           | Jean-Claude Amadieu                                               | Sous-préfet de Beaune                                                                         | |
| …              |                             |                                                                   |                                                                                               | |
| août 2007      | novembre 2009               | Anne Laubies-Roques                                               | Sous-préfète de Forcalquier                                                                   | Nommée préfète de la région Guyane |
| décembre 2009  | septembre 2014              | Bernard Pouget                                                    | Sous-préfet de Condom                                                                         | Nommé sous-préfet hors cadre |
| septembre 2014 | juillet 2018                | Mme Dominique Laurent                                             | Secrétaire générale des Alpes-de-Haute-Provence                                               | Nommée sous-préfète de Guingamp |
| juillet 2018   | juillet 2021                | Stéphanie Monteuil                                                | Sous-préfète de Saint-Jean-d'Angély                                                           | |
| juillet 2021   | décembre 2023               | Jean-Charles Jobart                                               | Premier conseiller du corps des tribunaux administratifs et des cours administratives d'appel | Nommé secrétaire général de la préfecture de la Charente, sous-préfet d'Angoulême                                                         |
| janvier 2024   | En cours                    | Frédéric Carre                                                    | Secrétaire général de la Côte-d'Or, sous-préfet de Dijon                                      | |